# باگاراتان
باگاراتن (نام علمی: Bagaraatan) (به معنی شکارچی کوچک)، یک دایناسور ستمگرسوسمارشکلان و گوشت‌خوار مربوط به دوره کرتاسه پسین می‌باشد. این جانور ۷۰ میلیون سال پیش می‌زیسته که بیش از ۵.۳ متر طول داشت است. فسیل باگاراتن در مغولستان کشف شده‌است و در سال ۱۹۹۶ به وسیله هالسزاکا اسمولسکا نام گذاری شد. گونه خاص این جنس باگاراتن استرومی نام دارد.